# Ionești, Arad
Ionești este un sat în comuna Hălmagiu din județul Arad, Crișana, România. La recensământul din 2002 avea o populație de 195 de locuitori. Biserica de lemn din localitate, cu hramul „Sfinții Arhangheli”, a fost construită în 1730 și are statut de monument istoric (cod:AR-II-m-B-00614).